# Sexmissionen
Sexmissionen (polsk: Seksmisja) er en polsk komedie / science fiction film fra 1984.

## Handling
De to hovedpersoner Maks (Jerzy Stuhr) og Albert (Olgierd Łukaszewicz) har meldt sig frivilligt til et menneskeligt dvaleeksperiment udført af professor Kuppelweiser (Janusz Michałowski). Men i stedet for de 3 års planlagt dvaletilstand vågner de i stedet op 53 år senere, i et post-nukleart 21. århundrede hvor den resterende menneskehed har trukket sig tilbage til underjordiske byer, og – hvad er mere vigtigt – radioaktivitet har udslettet alle mænd. De to er således de eneste to levende eksemplarer af det mandlige køn i en verden befolket udelukkende af kvinder. I starten lader Maks sig overvælde af mulighederne, men kommer snart på andre tanker da de finder ud af at det er blevet besluttet at de to mænd skal "naturaliseres" (få en kønsskifteoperation). Men de overgiver sig ikke frivilligt.

## Rolleliste
| Skuespiller          | Rolle                         |
| -------------------- | ----------------------------- |
| Olgierd Łukaszewicz  | Albert Starski                |
| Jerzy Stuhr          | Maksymilian 'Maks' Paradys    |
| Bozena Stryjkówna    | Lamia Reno                    |
| Boguslawa Pawelec    | Emma Dax                      |
| Hanna Stankówna      | Tekla                         |
| Beata Tyszkiewicz    | Berna                         |
| Ryszarda Hanin       | Doktor Jadwiga Yanda          |
| Barbara Ludwizanka   | Julia Novack                  |
| Miroslawa Marcheluk  | "Sekretær"                    |
| Hanna Mikuć          | Linda                         |
| Elżbieta Zającówna   | Zająconna                     |
| Dorota Stalińska     | "Tv-reporter"                 |
| Ewa Szykulska        | "Instruktør"                  |
| Janusz Michałowski   | Professor Wiktor Kuppelweiser |
| Wiesław Michnikowski | "Hendes højhed"               |